# Parafia Matki Bożej Częstochowskiej w Gromadce
Parafia Matki Bożej Częstochowskiej w Gromadce – parafia rzymskokatolicka w dekanacie Bolesławiec Wschód w diecezji legnickiej. Jej proboszczem jest ks. Dariusz Andrzejewski. Kościół parafialny mieści się przy ulicy Słowackiego w Gromadce.